# 9307 Regiomontanus
9307 Regiomontanus è un asteroide della fascia principale. Scoperto nel 1987, presenta un'orbita caratterizzata da un semiasse maggiore pari a 2,345686 UA e da un'eccentricità di 0,144473, inclinata di 6,583304° rispetto all'eclittica. Ha un diametro di 2,908 km e un'albedo di 0,525.
Fa parte della famiglia di asteroidi Vesta.
È dedicato a Regiomontano, matematico, astronomo e astrologo tedesco del XV secolo.